# R-U-Dead-Yet
R-U-Dead-Yet，简写为R.U.D.Y.，是黑客用来执行慢速率拒绝服务（DoS）攻击的工具。它通过将长表单字段定向到目标服务器来进行“低速和慢速”的攻击。众所周知，它有一个交互式控制台，因此它是一个用户友好的工具。它减少了与目标网站的长期连接，并在可行的情况下保持会话的开放。开放会话的数量使服务器或网站超负荷，使真正的访问者无法访问它。数据用令人难以置信的慢速度以小包发送；通常每个字节之间有10秒的间隔，但这些间隔不是确定的，可能会有所不同，以避免检测。
这类攻击的受害者服务器可能会面临无法访问特定网站、连接中断、网络性能急剧下降等问题。
黑客可以针对不同的服务器或主机进行不同目的的攻击；这些目的包括但不限于勒索、报复，有时甚至是行动主义。
RUDY攻击打开到HTTP服务器的并发POST连接，并延迟将POST请求的主体发送到服务器资源已饱和的位置。这种攻击以非常慢的速度发送大量的小数据包，以保持连接打开和服务器繁忙。与泛滥的DoS攻击相比，这种低速度的攻击行为使得检测变得相对困难，因为DoS攻击会异常地增加流量。